# Вторая сборная Англии по футболу
Вторая сборная Англии по футболу, также известная как Англия B (англ. England B national football team) — вторая футбольная сборная, представляющая Англию. Является резервной для основной сборной Англии.
Вторая сборная Англии была основана в 1947 году, и с тех пор провела 54 официальных и 3 неофициальных матча.
Свой последний на данный момент матч вторая сборная Англии провела 25 мая 2007 года.

## История
Идею о создании второй сборной Англии предложил Уолтер Уинтерботтом. В ней предполагалось просматривать кандидатов в основную сборную страны (молодёжная сборная Англии была создана лишь в 1976 году). Первым матчем второй сборной Англии стала игра против второй сборной Швейцарии, которая прошла 21 февраля 1947 года в Женеве. Это был неофициальный матч, а в 1949 году Англия Б провела свой первый официальный матч, обыграв вторую сборную Финляндии со счётом 4:0.
Регулярность проведения матчей второй сборной Англии целиком зависела от желания главного тренера основной сборной. Так, при Альфе Рэмзи и Доне Реви матчи второй сборной вообще не проводились (то есть с 1957 по 1978 годы). Рон Гринвуд вновь начал собирать вторую сборную, а при Бобби Робсоне такие матчи стали регулярными: с 1989 по 1990 год Англия Б сыграла девять матчей. В этот период из второй сборной Англии в основную перешёл ряд ставших в будущем известными игроков, например, Пол Гаскойн.
Свен-Ёран Эрикссон провёл лишь один матч второй сборной Англии, который состоялся 25 мая 2006 года. В нём вторая сборная Англии встретилась со сборной Беларуси в рамках подготовки к чемпионату мира, и потерпела поражение со счётом 1:2.
Стив Макларен также провёл лишь один матч второй сборной Англии, который состоялся 25 мая 2007 года, в котором Англия Б встретилась со сборной Албании на стадионе «Терф Мур», и одержала победу со счётом 3:1. Капитаном в составе этой команды был Майкл Оуэн.
С мая 2007 года матчи второй сборной Англии не проводились.